# 梅野初実

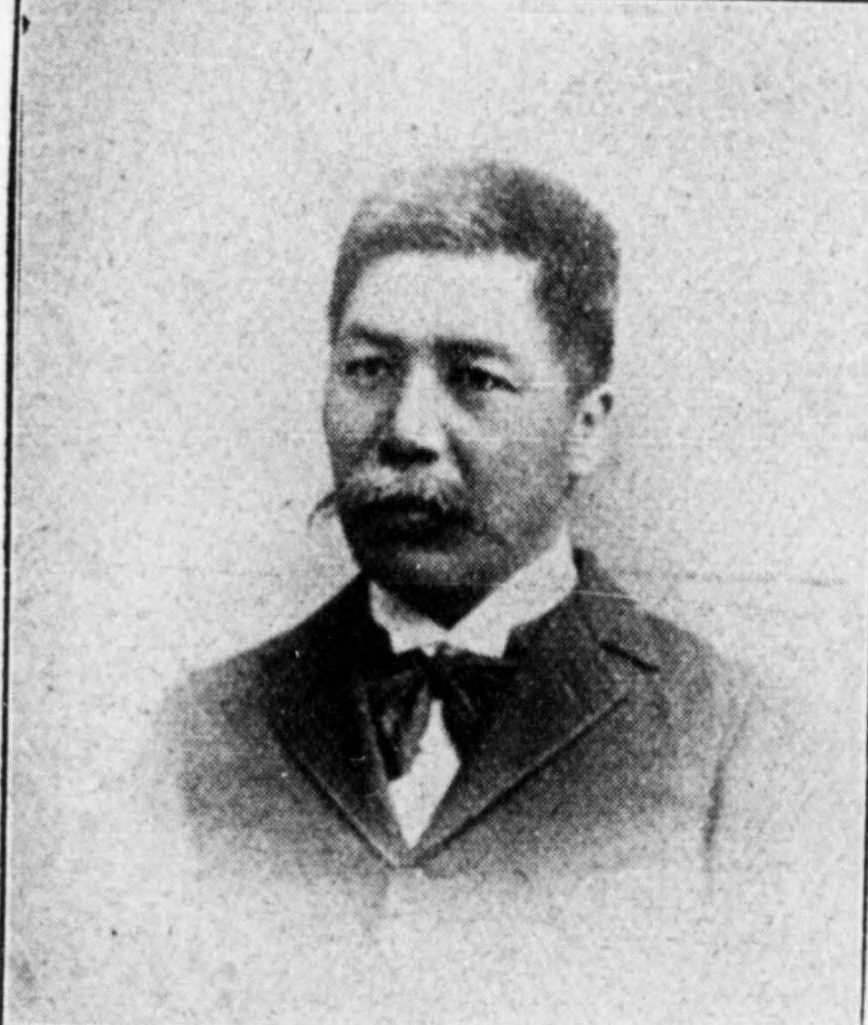
梅野初実

梅野 初実（初實、うめの はつみ、1857年1月26日（安政4年1月1日）- 1938年（昭和13年）11月3日）は、明治期の政治家。衆議院議員。

## 経歴
対馬国下県郡曽村（長崎県下県郡曽村、仁位村、豊玉村、豊玉町を経て現対馬市豊玉町曽）で、対馬府中藩士・梅野益太郎の長男として生まれる。漢籍を修めた。農業を営み、数年間、教育に従事した。
1885年（明治18年）上県下県両郡総町村連合会議員に就任し、同議長、徴兵参事員を務めた。その他、村会議員、同議長にも在任。1889年（明治22年）対馬民党を組織し、同年、長崎県会議員に選出され6期在任した。
1902年（明治35年）8月、第7回衆議院議員総選挙に長崎県対馬から憲政本党所属で出馬して初当選。以後、1904年（明治37年）3月の第9回総選挙まで再選され、衆議院議員に連続3期在任した。

## 国政選挙歴
- 第2回衆議院議員総選挙（長崎県第6区、1892年2月、立憲改進党）落選[6]
- 第7回衆議院議員総選挙（長崎県対馬、1902年8月、憲政本党）当選[5]
- 第8回衆議院議員総選挙（長崎県対馬、1903年3月、憲政本党）当選[5]
- 第9回衆議院議員総選挙（長崎県対馬、1904年3月、憲政本党）当選[5]

## 伝記
- 梅野初平『梅野初実伝：対馬近代史をたずねて』梓書院、1997年。